# Walter Kelsch
Pour les articles homonymes, voir Kelsch (homonymie).
Walter Kelsch est un footballeur allemand né le 3 septembre 1955 à Stuttgart. Il évoluait au poste d'attaquant.

## Carrière
- 1975-1977 :  Stuttgarter Kickers
- 1977-1984 :  VfB Stuttgart
- 1984-1987 :  RC Strasbourg
- 1987-1988 :  FC Homburg/Saar
- 1988-1989 :  Apollon Smyrnis [1]

## Palmarès
- 4 sélections et 3 buts en équipe d'Allemagne entre 1979 et 1980
- Champion d'Allemagne en 1984 avec le VfB Stuttgart
- Vice-Champion d'Allemagne en 1979 avec le VfB Stuttgart